# انسان-هیولا
انسان-هیولا (که بار اول ابرهیولا نامید شد) یک شخصیت تخیلی و ابر قهرمانانه در کتاب‌های کامیک مارول کامیکس می‌باشد. این کاراکتر به وسیلهٔ استن لی و جک کربی خلق شده و در ثور شماره ۱۳۵ام (اکتبر ۱۹۶۶) برای اولین بار معرفی شد.